# Coupe de Suède de rugby à XV
La Coupe de Suède de rugby à XV ou Svenska Cupen est une compétition annuelle de rugby à XV organisée par la Fédération suédoise de rugby à XV.

## Histoire
La compétition a été créée en 2003 et voit la victoire du Pingvin RC pour sa 1re édition. 

## Palmarès
| Saison | Vainqueur            | Score       | Finaliste            |
| ------ | -------------------- | ----------- | -------------------- |
| 2003   | Pingvin RC           | -           | Stockholm Exiles RFC |
| 2004   | Pingvin RC           | 11 - 7      | Vänersborg RK        |
| 2005   |                      | Non disputé |                      |
| 2006   |                      | Non disputé |                      |
| 2007   |                      | Non disputé |                      |
| 2008   |                      | Non disputé |                      |
| 2009   |                      | Non disputé |                      |
| 2010   | Stockholm Exiles RFC | 15 - 0      | Göteborg RK          |
| 2011   | Stockholm Exiles RFC | 20 - 16     | Karlstad RK          |
| 2012   | -                    | -           | -                    |
| 2013   | -                    | -           | -                    |

## Bilan
| Club                 | Titre(s) | Premier(s) - Dernier(s) |
| -------------------- | -------- | ----------------------- |
| Pingvin RC           | 2        | 2003-2004               |
| Stockholm Exiles RFC | 2        | 2010-2011               |